# Brussels Conference Act of 1890
El Acta de la Conferencia de Bruselas de 1890 (Ingl: Brussels Conference Act of 1890;Título entero: Convención sobre la trata de esclavos y la importación a África de armas de fuego, municiones y bebidas espirituosas o Convention Relative to the Slave Trade and Importation into Africa of Firearms, Ammunition, and Spiritous Liquors ) fueron una serie de medidas antiesclavistas firmadas en Bruselas el 2 de julio de 1890 (y que entraron en vigor  el 31 de agosto de 1891) para, como dice su título, "acabar con el comercio de esclavos negros tanto por tierra como por mar, y para mejorar las condiciones morales y materiales de las razas nativas existentes". Las negociaciones por este acto surgieron de la Conferencia antiesclavista de Bruselas de 1889-1890 . El acto era aplicable específicamente a aquellos países "que tengan posesiones o protectorados en la cuenca convencional del Congo", en el Imperio Otomano y en las demás potencias o partes que estuvieran involucradas en el comercio de esclavos en la costa oriental africana, el ' océano Índico y en otras áreas.
Por ejemplo, el artículo 21 describe la zona donde deben tomarse las medidas, refiriéndose a "las costas del océano Índico (incluido el golfo Pérsico y el Mar Rojo), Baluchistán hasta Tangalane (Quilimane) ... y Madagascar. El Acta proveyó el establecimiento de una Oficina Internacional relevante en Zanzíbar.
El artículo 68 dice "los poderes reconocen el alto valor de la ley sobre la prohibición del tráfico de esclavos de negros, emitido por Su Majestad el Emperador de los Otomanos el 4-16 de diciembre de 1889, ' se asegura que se realizarán acciones de vigilancia por parte de las autoridades otomanas, especialmente en la parte occidental de Arabia y en las rutas que siguen la costa y comunican con otras posesiones de Su Majestad Imperial en Asia." Se mencionan medidas similares que debe tomar el Xa de Persia y el Sultán de Zanzíbar (Art. 69, 70). Los participantes también acuerdan detener la venta de armas y otras armas a los africanos.
Las partes que firmaron el acuerdo fueron el Reino Unido, Francia, el Imperio Alemán, el Reino de Portugal, el Estado Libre del Congo, el Reino de Italia, España, los Países Bajos, Bélgica, el Imperio Ruso, Austria-Hungría, Suecia-Noruega, Dinamarca, los Estados Unidos de América, el Imperio Otomano, el Sultanato de Zanzíbar y Persia .
El Acta de Bruselas fue suplementada y revisada por la Convención de Saint-Germain-en-Laye, firmada por las potencias aliadas de la Primera Guerra Mundial el 10 de septiembre de 1919.